# Sakurai Tokutarō
Sakurai Tokutarō (japanisch 桜井徳太郎; * 21. Juni 1897 in Fukuoka; † 28. Dezember 1980) war ein Generalmajor der Kaiserlich Japanischen Armee und Kommandeur von japanischen Bodentruppen in Burma während des Zweiten Weltkrieges.

## Biographie
Sakurai wurde in Fukuoka als ältester Sohn eines ehemaligen Samurai der 'Domäne Fukuoka' (eine englische Übersetzung von -han (Fürstentum der Edo-Zeit) Fukuoka, nach der Umwandlung von -han in -ken 1871 heute „Präfektur“ (-ken) Fukuoka), der Grundschulleiter geworden war, geboren. Er besuchte militärische Vorbereitungsschulen in Kumamoto und Tokio und schloss die Heeresoffizierschule im Mai 1918 ab. Er diente als Offizier im 36. Infanterieregiment der japanischen Armee und absolvierte die Heereshochschule in Tokio im November 1925.
Er hatte eine aktive frühe Karriere. Er diente als Ausbilder bei der Armeeschule in Toyama, als Militärberater für die Nationalrevolutionäre Armee in Peking, im Stab der 10. Division, beim Stab der 8. Brigade, Bataillonskommandeur des 24. Infanterieregiments, Lehrer an der Infanterieschule der Armee, im Stab der China-Expeditionsarmee und im Stab der 1. Armee. Im Juli 1938 mit der Eröffnung der Armeeschule in Nakano, dem Trainingscenter für Militärisches Nachrichtenwesen, Spezialoperationen und unkonventionelle Kriegführung, wurde Sakurai als Ausbilder ausgesucht.
Sakurai wurde im August 1939 zum Oberst befördert. Er wurde wieder dem Hauptquartier der China-Expeditionsarmee zugeordnet. Danach wurde Sakurai Stabschef der 34. Division, die an der Schlacht um Zaoyang–Yichang 1940 teilnahm. Im Juli 1941 wurde er Ausbilder in der Militärpolizeischule und im August 1942 Kommandeur des 65. Infanterieregimentes, das in Hubei stationiert war. Im August 1943 wurde er zum Generalmajor befördert.
Als Kommandeur der Infanteriegruppe der 55. Division im August 1943 wurde Sakurai der Regionalarmee Burma unterstellt und war Militärberater der Burmesischen Befreiungsarmee (Burma Independence Army). Er war der Oberbefehlshaber der Operation Ha-gō im Februar 1944. Im April, nach seiner Rückkehr nach Japan wurde er Kommandeur der 212. Division, eine neu aufgestellte Division für den Kampf gegen die geplante alliierte Invasion Japans, der Operation Coronet. Bei der Kapitulation Japans war er in der Nähe seiner Heimatstadt Fukuoka stationiert. Im Dezember 1945 trat er in den Ruhestand.
Im Dezember 1961 wurde Sakurai nach dem Sanmu-Zwischenfall, einem Putschversuch, wegen illegalem Besitz von Schwertern und Feuerwaffen verhaftet, wurde allerdings aus Mangel an Beweisen freigelassen. Im Juni 1966 wurde Sakurai buddhistischer Priester und lebte bis zu seinem Tode 1980 im Tempel von Ruriko-ji in Yamaguchi.